# Antti Siltala
Antti Siltala est un joueur finlandais  de volley-ball né le 14 mars 1984 à Vieremä. Il mesure 1,93 m et joue réceptionneur-attaquant. Il totalise 50 sélections en équipe de Finlande.

## Clubs
| Club                    | De        | À         |
| ----------------------- | --------- | --------- |
| Keski-Savon Pateri      | 2001-2002 | 2003-2004 |
| Pielaveden Sampo        | 2004-2005 | 2005-2006 |
| Chaumont Volley-Ball 52 | 2006-2007 | 2006-2007 |
| Noliko Maaseik          | 2007-2008 | 2007-2008 |
| Aris Salonique          | 2008-2009 | 2008-2009 |
| SSK Ankara              | 2009-2010 | 2009-2010 |
| Delecta Bydgoszcz       | 2010-2011 | 2011-2012 |
| Frusinate Sora          | 2012-2013 | 2012-2013 |
| GFCO Ajaccio            | 2013-2014 | ...       |

## Palmarès
- Coupe de la CEV
  - Finaliste : 2008
- Championnat de Belgique (1)
  - Vainqueur : 2008
- Coupe de Belgique (1)
  - Vainqueur : 2008
- Supercoupe de Belgique (1)
  - Vainqueur : 2008
- Championnat de Finlande (1)
  - Vainqueur : 2005
- Coupe de Finlande (1)
  - Vainqueur : 2006